# Alchemilla jasiewiczii
Alchemilla jasiewiczii är en rosväxtart som beskrevs av Pawl.. Alchemilla jasiewiczii ingår i släktet daggkåpor, och familjen rosväxter. Inga underarter finns listade i Catalogue of Life.